# Chimère (mythologie)
Pour les articles homonymes, voir Chimère.

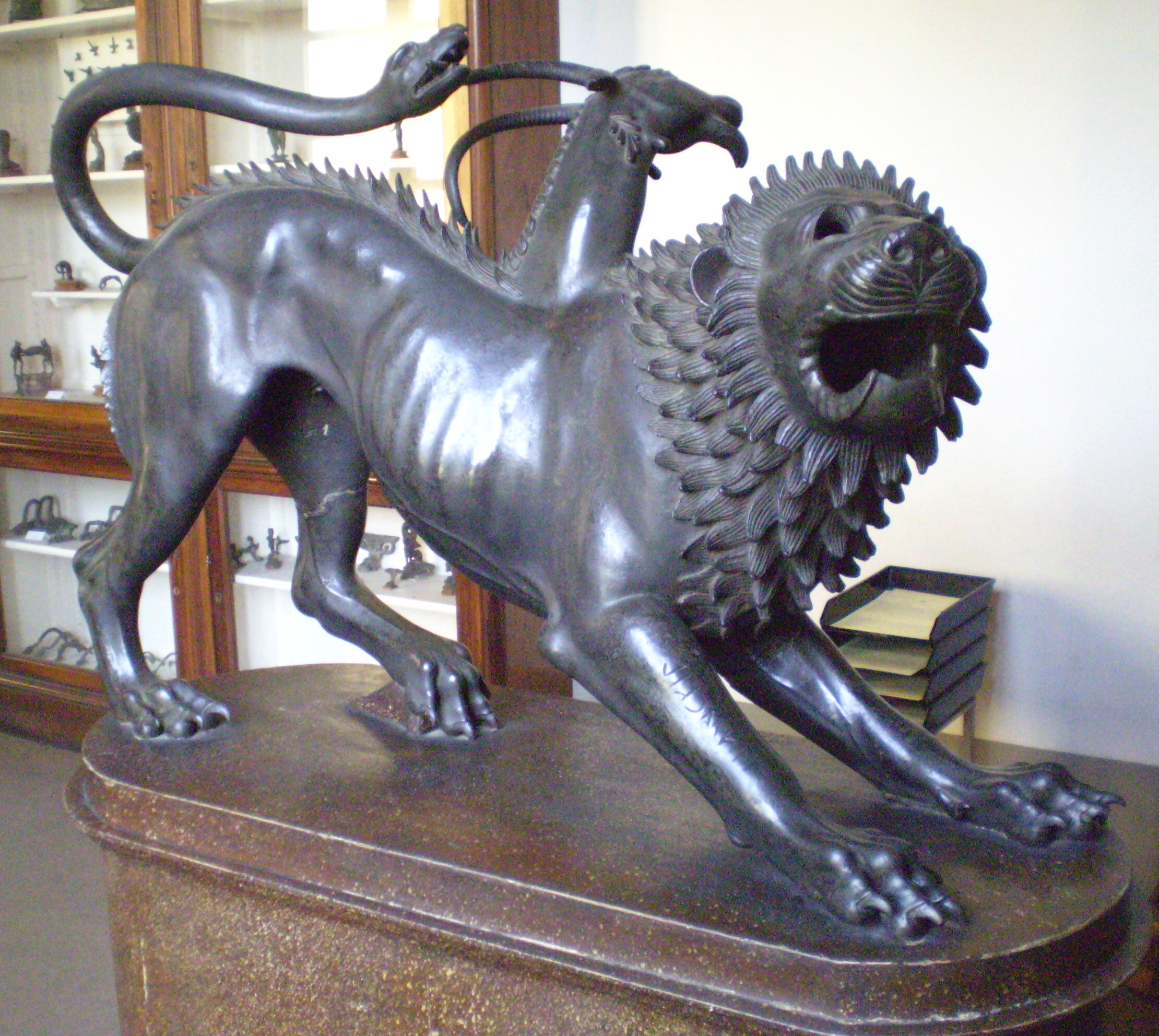
La Chimère d'Arezzo, bronze étrusque.

Dans la mythologie grecque, la Chimère est une créature fantastique malfaisante dont le corps tenait généralement pour moitié du lion et pour l'autre moitié de la chèvre, et qui avait la queue d'un serpent. Elle pouvait aussi cracher du feu. Le nom a ensuite été donné à des bêtes fantastiques qui n'ont de commun avec l'animal de la mythologie que le caractère composite.

## Mythologie
Fille de Typhon et d'Échidna, elle ravageait la région de Lycie (en Asie mineure), quand le héros Bellérophon reçut du roi Iobatès l'ordre de la tuer. Il y parvint en chevauchant le cheval ailé Pégase.
La symbolique de la chimère est vaste et son nom a été repris pour désigner, dans un sens étendu, toutes les créatures composites possédant les attributs de plusieurs animaux ainsi que les rêves ou les fantasmes et les utopies impossibles.

## Aspect
Elle est décrite comme un hybride avec un corps de lion, une tête de chèvre sur le dos et une queue de dragon ou de serpent, ou se terminant par une tête de serpent.

## Étymologie
Le mot « chimère » est issu du latin Chĭmæra, emprunté au grec ancien Χίμαιρα / Khímaira, qui désigne d'abord une jeune chèvre ayant passé un hiver (χεῖμα / kheîma).

## Mythe grec

### Naissance et description

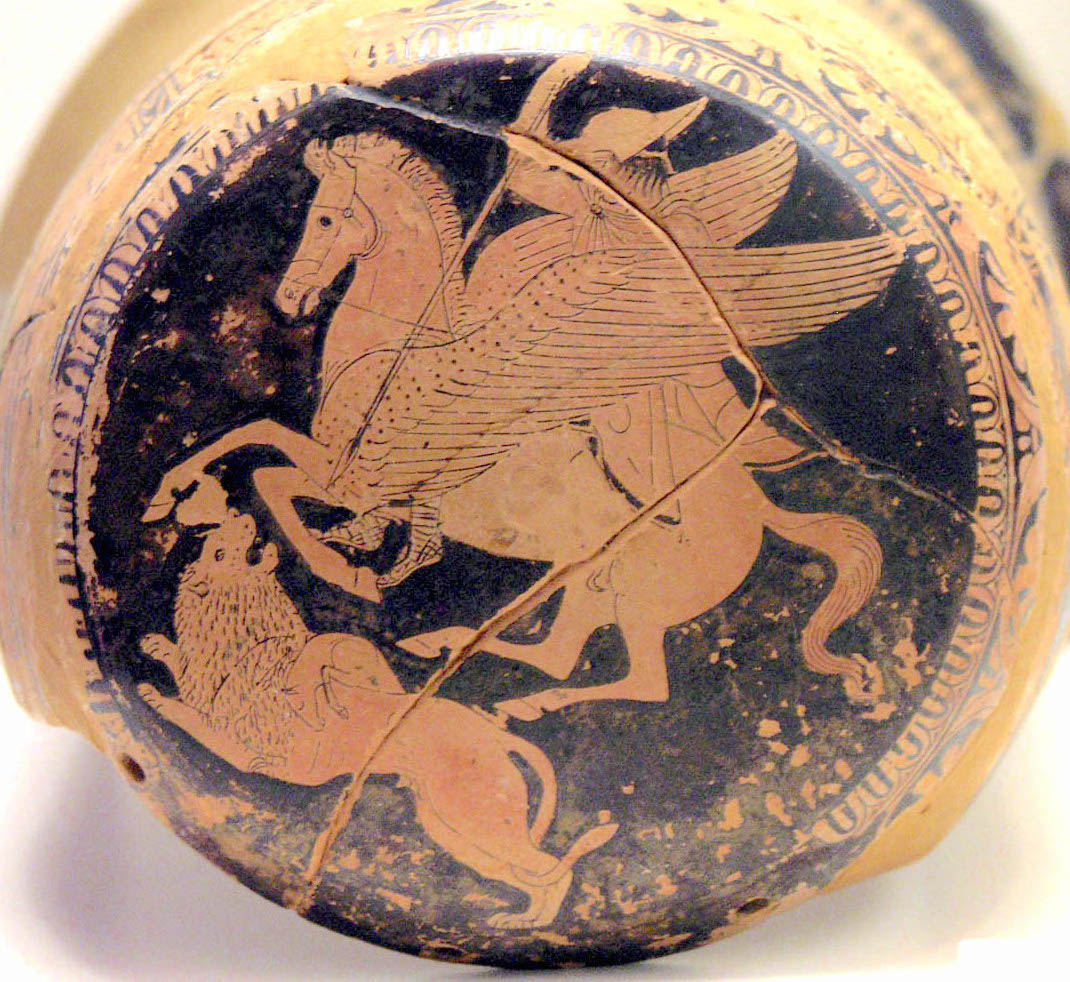
Bellérophon combattant la Chimère. Scène peinte sur l'extrémité d'un épinétron attique,

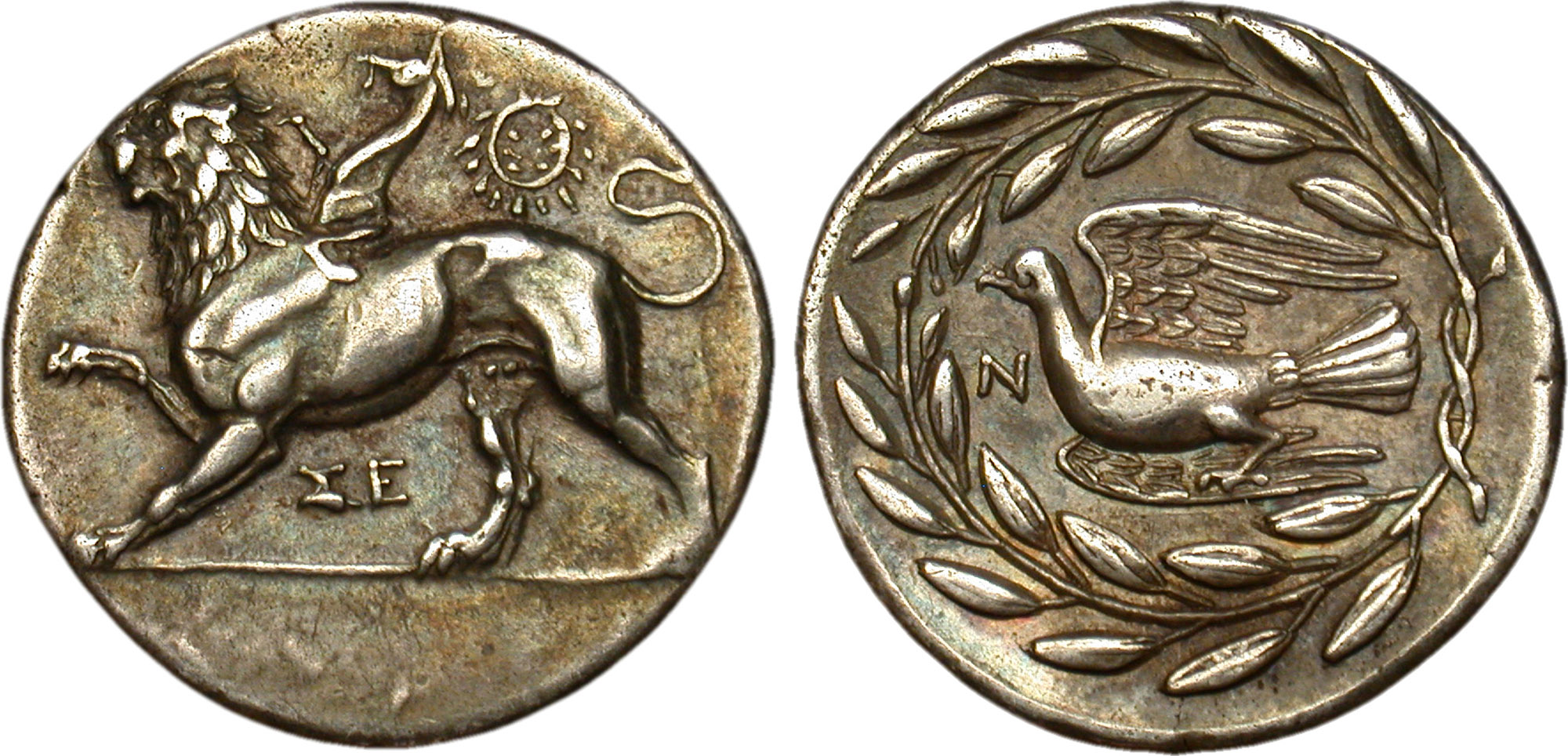
Statère en argent représentant une chimère à gauche.

Homère est le premier à donner une brève description de cette créature dans l’Iliade, où il en fait un monstre « lion par-devant, serpent par-derrière, chèvre au milieu », capable de cracher le feu, élevé par le roi Amisodarès (de).
Hésiode fait de la Chimère la fille de Typhon et d'Échidna ou de l'Hydre de Lerne, cependant, contrairement à Homère, il la voit comme un monstre à trois têtes, « l'une de lion, l'autre de chèvre, la tierce de serpent ». Il mentionne également sa capacité à cracher le feu. La chimère s'unit avec le chien Orthos et donne naissance au Sphinx et au Lion de Némée.
Apollodore reprend les deux descriptions : « Elle avait la partie avant d'un lion, la queue d'un dragon, et son troisième chef, celui du milieu, de chèvre. Elle vomissait du feu et dévastait le pays en harcelant le bétail, car elle était un être unique avec la puissance des trois bêtes. » Il est aussi dit que cette chimère a été élevée par Amisodarès, comme Homère l'affirme, et qu'elle a été engendrée par Typhon et Échidna, comme Hésiode le raconte. D'après Ovide, c'est la tête de chèvre qui crachait le feu, mais selon les scholies exégétiques de l’Iliade, c'est la tête de lion.

### Mort
Homère raconte dans l’Iliade que le héros Bellérophon avait reçu du roi Iobatès l'ordre de tuer ce monstre terrible, et ne pouvait pas reparaître avant que ce soit fait, sous peine de mort. Selon les Odes de Pindare, le jeune héros se mit à errer en brûlant du désir de capturer Pégase, le seul animal à être plus rapide que les flammes du monstre. Bellérophon se leva aussitôt et saisit la bride que la déesse Athéna lui tendait. Il se rendit chez le fils de Cœramus, devin de la région, pour lui raconter sa vision. Le devin lui ordonna d'obéir et d'élever un autel à Athéna après avoir immolé un taureau à Poséidon. Bellérophon le fit et se rendit à Ephyre où il trouva Pégase, le maîtrisa, puis, s'élançant sur le dos du cheval ailé revêtu de ses armes, le dressa au combat à venir. Selon Pausanias, Pégase est amené à Bellérophon par Athéna qui l'avait capturé et bridé elle-même et selon Hésiode, par Poséidon alors que le héros errait en quête d'une solution.
Pégase devint la monture de Bellérophon et le héros vainquit la Chimère grâce à son aide, selon les versions soit en utilisant une lance lestée de plomb qui fondit au contact de la gueule enflammée de la bête et lui brûla les entrailles au passage, soit en la criblant de flèches.

#### Autre version du mythe
Plutarque nous livre une version rationalisante du mythe : Bellérophon serait un prince de Lycie, la Chimère n'était pas un monstre mais un capitaine pirate nommé Chimarros, qui aurait causé de nombreux dommages aux Lyciens. Son bateau était orné d'un lion à la proue et d'un dragon à la poupe. Bellérophon l'aurait pris en chasse avec Pégase et l'aurait tué.

## Représentations dans les arts

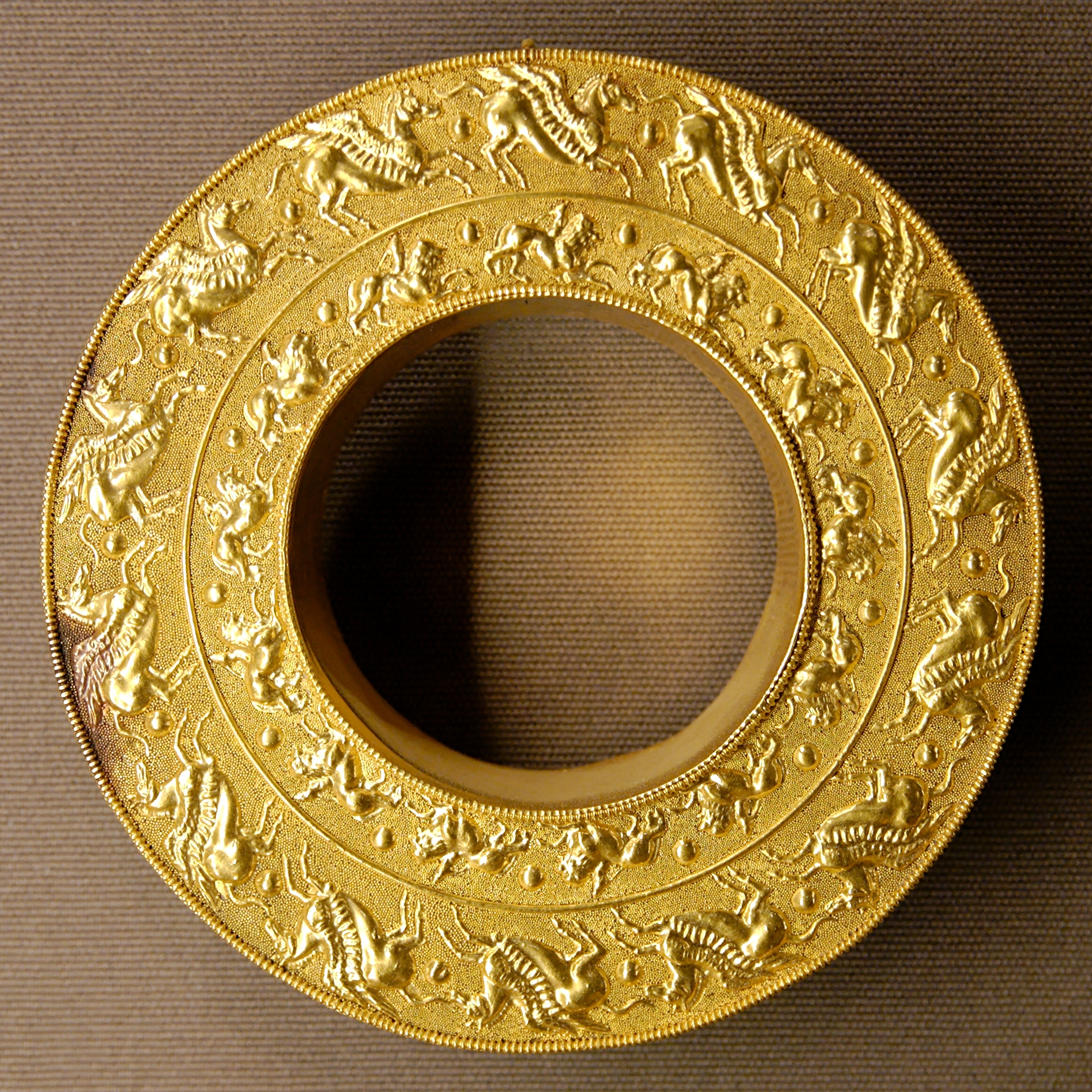
Rouelle aux pégases et aux chimères, probablement une boucle d'oreille. Or à décor de filigrane, de granulation et d'estampage, début du Origine incertaine : la forme renvoie à l'Italie méridionale, mais le décor de granulation est particulier aux bijoux étrusques.

La Chimère est généralement considérée comme étant de sexe féminin, malgré la crinière qui orne sa tête de lion sur les représentations. Voir la Chimère était présage de tempêtes, de naufrages et de catastrophes naturelles, notamment volcaniques.
En art étrusque, la Chimère apparaît dans la période orientalisante qui précède l'art étrusque archaïque, c'est-à-dire très tôt, dans les peintures murales étrusques du IVe siècle av. J.-C. La Chimère d'Arezzo est un bronze d'art étrusque conservé au musée archéologique de Florence et les chimères de Notre-Dame de Paris ornent la célèbre cathédrale.
Le combat de Bellérophon et de la Chimère figure sur beaucoup de pièces de monnaie originaires de Corinthe.
Dans l'art médiéval, bien que la Chimère de l'Antiquité soit oubliée, des figures chimériques apparaissent.

## Interprétations
La Chimère et son mythe offrent un terreau fertile aux interprétations, car les animaux qui la composent sont traditionnellement porteurs de multiples symboles (royauté pour le lion, etc.), et la chimère réunit ainsi les symboles de trois animaux (le sens à lui donner n'étant pas aussi évident pour nous qu'il pouvait l'être à l'époque…). Inversement, les animaux peuvent servir de symboles et emblèmes. Le thème classique de la victoire du héros sur le monstre peut s'interpréter à tout niveau, du psychologique le plus profondément enfoui, au plus collectif (victoire d'un peuple sur un autre — ou une coalition de plusieurs peuples —, d'une religion sur une autre, d'une organisation politique sur une autre, etc.). La seule condition est de rassembler des indices liant le monstre au(x) vaincu(s) et le héros (et ses alliés ou caractéristiques) au(x) vainqueur(s). À partir d'interprétation étymologiques douteuses, divers liens sont possibles (et ont effectivement été fait[réf. nécessaire]) avec les Cimmériens et les Kimeros (ancêtres des chérubins) des Sumériens.
Selon Édouard Brasey, durant le Moyen Âge, la Chimère symbolisait la tentation et les désirs irréalisables.
Le combat de Bellérophon chevauchant Pégase contre la Chimère est aussi un archétype de nombreux récits où de preux chevaliers sur leur blanche monture triomphent des monstres les plus horribles.

### Interprétation de Jean Chevalier et Alain Gheerbrant
Le dictionnaire des symboles indique que la chimère est un symbole très complexe de créations imaginaires issues des profondeurs de l'inconscient, représentant peut-être les désirs inassouvis, sources de frustrations et plus tard de douleur. La chimère est vue comme un monstre qui séduit et perd celui qui vient à elle, un monstre qu'on ne peut combattre de front et « qu'il faut pourchasser afin de le surprendre dans les repaires les plus profonds ».
Des sociologues et des poètes auraient vu en la chimère une métaphore des torrents, « capricieux comme les chèvres, dévastateurs comme des lions et sinueux comme des serpents », qui ne peuvent pas être arrêtés par la construction de digues, mais seulement en tarissant les sources ou en déviant les cours.

### Interprétation de Paul Diel
Paul Diel interprète l'apparence de la chimère, composée du corps d'un lion, d'un bouc et d'un serpent comme celle d'un monstre composite où le lion représente la perversion des désirs matériels, le bouc la domination perverse sexuelle et le serpent le mensonge. Il oppose également la Chimère au cheval ailé Pégase : le don de Pégase à Bellérophon par Athéna, symbole de la combativité sublime, signifie que l'homme ne peut vaincre l'exaltation imaginative symbolisée par la chimère qu'à condition de maîtriser l'énergie spirituelle représentée par Pégase. Le cheval ailé s'oppose donc à la chimère, il représente l'élévation des désirs essentiels de spiritualité qui s'opposent à la banalisation et à la perversion représentées par ce monstre. L'auteur ajoute qu'en capturant Pégase avec une bride dorée et en le chevauchant, Bellérophon est capable de vaincre la chimère, mais que cette victoire chimérique et passagère le rend vaniteux et, par là même, précipite sa chute (en effet, plus tard, dans la geste de Bellérophon, ce dernier est victime de son orgueil et se croit capable d'atteindre l'Olympe avec Pégase). La chimère peut aussi bien symboliser un monstre dévastant un pays que le règne d'un souverain perverti, tyrannique ou faible.

### Interprétation de Robert Graves
Pour Robert Graves, chacune de ses parties correspond, dans la société à filiation matriarcale qui précède celle patriarcale des Achéens, aux trois âges de la vie d'une femme : le lion pour la puberté, la chèvre pour la maturité, le serpent pour la ménopause.
On attribuait également à ces mêmes animaux les trois saisons du cours de l'année : le printemps pour le lion, l'été pour la chèvre et l'hiver pour le serpent qui est froid, qui mue, se « régénère » dans l'ombre. L'assemblage de ces trois éléments de la compréhension du temps et de la nature symbolisait la vie qui passe, la vie dans son cours : la Déesse-Mère dans son accomplissement.
La légende selon laquelle elle fut tuée signifie l'abandon de son culte et de ses prérogatives, remplacés par ceux des nouveaux dieux masculins. Qu'elle crache du feu, etc., correspond au respect qui lui était dû qui, si désobéi, vous embrasait. Le symbole du serpent se retrouve dans la Genèse de la Bible, encore sous la forme d'un animal féminin, mais cette fois là néfaste ; et dans la religion chrétienne on donne encore à la Vierge le pouvoir de dominer son serpent. Mais tandis que dans les temps de la Chimère, en tant que représentante de la Déesse-Mère, le serpent était le symbole d'un âge, d'une époque de l'année, il est devenu un symbole phallique dans la société patriarcale.

## Théorie sur l'origine

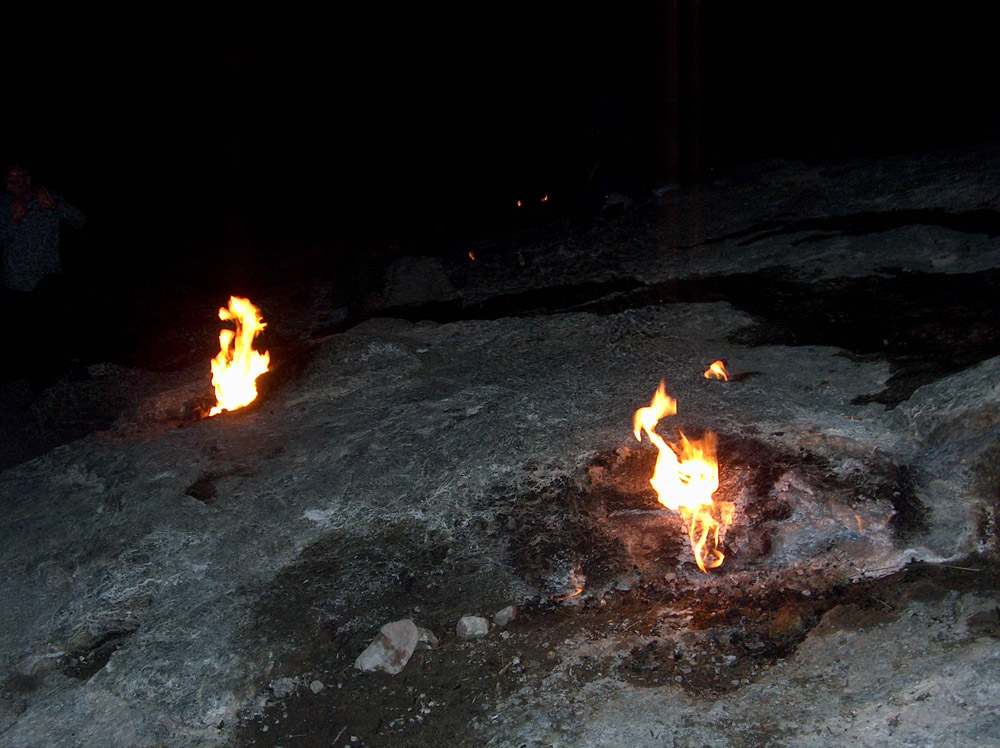
Les feux éternels du mont Chimère, en Lycie, où le mythe se déroule.

« Même dans l'Antiquité, la Chimère est considérée comme un symbole du caractère volcanique du sol de Lycie », a noté Harry Thurston Peck. Ctésias, cité par Pline l'Ancien et par Photius, a identifié le mont Chimère comme une région où des émanations de gaz enflammé sont permanentes. Le mont Chimère peut encore être trouvé aujourd'hui par les randonneurs sur la voie lycienne, dans le sud-ouest de la Turquie. Appelé en turc Yanartaş (rocher enflammé), le site se compose d'environ deux douzaines de cheminées dans le sol, regroupées sur la colline surplombant le temple d'Héphaïstos, à environ 3 km au nord de Çıralı, près de l'antique Olympos, en Lycie. Les cheminées émettent du méthane qui s'enflamme.

## Honneur
L'astéroïde (623) Chimère porte son nom.